# Bersih
Bersih, Malaiisch für „sauber“, ist eine Koalition von Nichtregierungsorganisationen, die den Wahlprozess Malaysias zu reformieren versuchen.

## Forderungen
Bersih stellt acht Forderungen an die malaiische Wahlkommission:
- Die Säuberung des Wahlregisters
 Das malaiische Wahlregister enthält zahlreiche Unklarheiten sowie verstorbene Wähler und nicht vorhandene Wähleradressen. Bersih fordert dessen Revision und die Löschung der Phantomwähler.[1][2][3]
- Reform der Briefwahl
 Zurzeit ist es im Ausland lebenden malaiischen Staatsbürgern nicht möglich, sich an den Wahlen zu beteiligen. Bersih fordert die Möglichkeit der Briefwahl für alle Menschen, denen es nicht möglich ist am Wahllokal persönlich Anwesend zu sein. Auch Polizisten, Soldaten und Beamten soll die Wahl ermöglicht werden.[1][4]
- Benutzung dokumentenechter Tinte
 Dokumentenechte Tinte ist eine kostengünstige und effektive Maßnahme in der Verhinderung von Wahlbetrug. Sie wird u. a. in Indien, Indonesien und den Philippinen eingesetzt, um den Finger der Wähler zu markieren, um zu verhindern, dass sie ein weiteres Mal wählen. In 2007 beschloss die malaiische Wahlkommission sie einzusetzen, jedoch wurde dieses Vorhaben wurde nicht umgesetzt.[1][5]
- Verlängerung der Zeiten für Wahlkampagnen auf mindestens 21 Tage
 Diese soll den Parteien mehr Zeit erlauben, Informationen in abgelegene ländliche Gebiete zu verbreiten. Den ersten Wahlen des Landes 1955 ging eine Kampagnezeit von 42 voraus. In 2008 wurde diese Zeit auf acht Tage verkürzt.[1][6]
- Freier und fairer Medienzugang
 Bersih fordert von staatlichen Medien, allen politischen Parteien objektive Reportage zu gewähren.[1]
- Die Stärkung öffentlicher Einrichtungen
 Öffentliche Einrichtungen sollen unabhängig und unparteiisch handeln. Bersih fordert, dass u. a. die Justiz und die Polizei des Landes reformiert werde, um unabhängiger agieren zu können. Vor allem die Wahlkommission soll sich für Glaubwürdigkeit und Korrektheit in den Wahlen einsetzen.[1]
- Korruptionsbekämpfung
 Die Judikative, Exekutive und Legislative Malaysias werden von mehreren Korruptionsvorwürfen überschattet. Bersih fordert ernsthafte Maßnahmen zu ihrer Bekämpfung.[1][7]
- Die Bekämpfung der Schmutzpolitik
 Die staatlichen Medien berichten in Malaysia oft über das Privatleben (vor allem oppositioneller) Politiker. Bersih fordert eine Beendung der 'Politik unter der Gürtellinie' und mehr Objektivität in der parlamentarischen Debatte.[1][8]

## Bersih Kundgebung 2007
Am 10. November 2007 fand die Kundgebung 'Bersih’ in Kuala Lumpur ohne polizeiliche Genehmigung statt. Die malaiische Schutzpolizei löste die Demonstration gewaltsam mittels Tränengas und Wasserwerfern, die säurehaltiges Wasser auf die Demonstranten warfen. 15 Männer und zwei Frauen wurden verhaftet.
Nach der ersten Kundgebung gab Bersih bekannt, eine weitere Demonstration zu organisieren, wenn die Regierung die Amtszeit des damaligen Präsidenten der Wahlkommission, Abdul Rashid Abdul Rahman verlängerte. Einen Monat später wurde ein Gesetz verabschiedet, das das Pensionsalter von Wahlkommissionmitgliedern von 65 auf 66 Jahren erhöht. Somit konnte Abdul Rashid über die Wahlen 2008 präsidieren.

## Bersih 2.0 Kundgebung 2011
Bersih setzte eine weitere Kundgebung für den 9. Juli 2011 an, in Voraussicht auf die nächsten Wahlen 2012. Das Vorhaben wurde ausgiebig von der Regierung und regierungsnahen Medien kritisiert. Schon im Vorfeld verhaftete die Polizei mehrere Bersih Anhänger. Nach einer Audienz mit dem malaiischen König stimmten die Veranstalter dem Kompromiss zu, die Kundgebung von der Straße in ein Stadion zu verlagern.